# Yrjö Kilpeläinen
Yrjö Kaarlo Kilpeläinen, född 3 oktober 1907 i Leppävirta, död 30 januari 1955 i Helsingfors, var en finländsk politiker. 
Kilpeläinen, som blev filosofie kandidat 1932, hade som student anslutit sig till Akademiska Karelen-Sällskapet och rapporterade till Detektiva centralpolisen om dess verksamhet. Efter att ha avslöjats uteslöts han våren 1932 ur nämnda sällskap. År 1937 blev han i likhet med Yrjö Ruutu medlem i socialdemokraterna, var först rektor för en folkhögskola i Kuopio och ett kooperativt institut samt 1938–1945 för Arbetarakademin. Han höll 1941–1945 en populär social brevlåda i radion, vilken även med framgång användes för propagandaspridning. 
Kilpeläinen var ivrig anhängare till Väinö Tanner, invaldes 1945 i Finlands riksdag och blev snart – trots att han saknade fronterfarenhet – en av de främsta företrädarna för vapenbrödrasocialisterna. Han var från 1948 stridbar kåsör i Suomen Sosialidemokraatti under sin gamla radiosignatur Jahvetti. Han tog 1948 initiativ till den så kallade Lex Jahvetti, enligt vilken valet av Finlands Rundradios förvaltningsråd överfördes från bolagsstämman till riksdagen. Detta ledde till att radiochefen Hella Wuolijoki entledigades följande år.